# United Airlines
United Airlines er et amerikansk flyselskab og har O'Hare International Airport som sin hovedlufthavn. Selskabet er, afhængigt hvordan man måler, enten verdens næststørste eller tredjestørste flyselskab.
United Airlines' historie tager sin begyndelse i 1926, hvor Varney Airlines startede med at flyve post fra Boise i Idaho til Pasco i staten Washington. Året efter startede William Boeing sit eget flyselskab og begyndte at opkøbe andre mindre flyselskaber, deriblandt Varney Airlines. Boeings selskab hed United Aircraft – Transport Corp. Dengang var Boeings firma både flyselskab og flyproducent. Det blev der dog sat en stopper for i 1934, hvor det efter en skandale omhandlende opdeling af forskellige postruter mellem de forskellige selskaber, blev forbudt at være både producent og ruteselskab. Derfor blev selskabet splittet op i tre dele, United Technologies, Boeing Airplane Company og United Airlines.
I de næste årtier fortsatte selskabet med at vokse, og efter en fusion med Capital Airlines i 1961 blev det verdens største kommercielle flyselskab. Selskabet havde dog stadig kun ruter indenrigs i USA. Det var dog et ønske fra selskabets side også at få udenrigsruter, men da markedet dengang var stærkt reguleret af myndighederne, fik man ikke tilladelse til det. Derfor fik selskabet først sin første udenrigsrute i 1983. I 1991 overtog United Pam Ams ruter fra Heathrow i London og fik dermed også ruter til Europa. I 1997 var Unites Airlines et af de oprindelige medlemmer af Star Alliance.
Ved Terrorangrebet den 11. september 2001 var to af de kaprede fly fra United Airlines. Den ene fløj ind i World Trade Center og det andet blev styrtet i Pennsylvania.
Efter 11. september gik det generelt nedad for flybranchen, og også United blev hårdt ramt. Faktisk har selskabet været i betalingsstandsning siden slutningen af 2002. Det forventes dog at man vil vende tilbage til normal drift i starten af 2006.